# Hertog Jan Bockbier
Hertog Jan Bockbier is een Nederlands bokbier van hoge gisting. Het bier wordt gebrouwen in de Dommelsch Brouwerij, te Dommelen. Het is een robijnrood bier, type herfstbok, met een alcoholpercentage van 6,5% en een densiteit van 16,3° Plato. Aan het bier werd kleurstof toegevoegd: E150c (Ammoniakkaramel).
Het bier wordt gebrouwen sinds 1982.
Het is hetzelfde bier als het vroegere Arcener Oer Bock.